# Ville-du-Pont
Ville-du-Pont är en kommun i departementet Doubs i regionen Bourgogne-Franche-Comté i östra Frankrike. Kommunen ligger i kantonen Montbenoît som tillhör arrondissementet Pontarlier. År 2022 hade Ville-du-Pont 326 invånare.

## Befolkningsutveckling
Antalet invånare i kommunen Ville-du-Pont
Referens:INSEE